# Georgi Najdenow
Georgi Spirow Najdenow (bułg. Георги Спиров Найденов, ur. 21 grudnia 1931 w Sofii, zm. 28 maja 1970 w Damaszku) – piłkarz bułgarski grający na pozycji bramkarza. W swojej karierze rozegrał 51 meczów w reprezentacji Bułgarii.

## Kariera klubowa
W swojej karierze piłkarskiej Najdenow grał w klubach z Sofii: Czerweno Zname Sofia (1949–1950), Spartak Sofia (1950–1955), CDNA Sofia (1955–1965) i ponownie Spartak Sofia (1966–1967). Największe sukcesy osiągał z CDNA Sofia, z którym ośmiokrotnie zostawał mistrzem Bułgarii w latach 1955, 1956, 1957, 1958, 1959, 1960, 1961 i 1962 oraz trzykrotnie zdobywał Puchar Bułgarii w latach 1955, 1961 i 1965. W 1961 roku został wybrany Piłkarzem Roku w Bułgarii.

## Kariera reprezentacyjna
W reprezentacji Bułgarii Najdenow zadebiutował 20 listopada 1955 roku w przegranym 0:1 towarzyskim spotkaniu z NRD. W 1962 roku zagrał w trzech meczach mistrzostw świata w Chile: z Argentyną (0:1), z Węgrami (1:6) i z Anglią (0:0).
W 1966 roku Najdenow rozegrał dwa mecze mistrzostw świata w Anglii: z Brazylią (0:2) i z Portugalią (0:3). Od 1955 do 1966 roku rozegrał w kadrze narodowej 51 meczów.
W 1956 roku Najdenow zdobył brązowy medal na igrzyskach olimpijskich w Melbourne. Zagrał także na igrzyskach olimpijskich w Rzymie w 1960 roku.